# Ч'єу Ай Вионг
Ч'єу Ай Вионг (д/н — 112 до н. е.) — 4-й володар Наньюе в 113—112 роках до н. е. Посилився китайський вплив у державі.

## Життєпис
Походив з династії Ч'єу (китайською — Чжао). Син імператора Ч'єу Мінь Вионга від китайської аристократки Цзю. Ймовірно, народився в ханьській столиці Чан'ань. При народженні отримав ім'я Хинг (китайською — Сін). Після смерті батька 113 року до н. е. став новим імператором під ім'ям Ай Вионг. Втім фактична влада перебувала в його матері, яка отримала титул тхайхау (володарка-мати).
Невдовзі китайський імператор Лю Че відправив посланця Аньго Шаоцзі, з яким тхайхау начебто мала любовний зв'язок. Також Лю Че вимагав, щоби Ай Вионг та його мати прибули до Китаю.
Посилення китайського впливу та відправлення Ай Вионгом клопотання щодо включення Наньюе до імперії Хань на правах внутрішньої території викликало невдоволення лакв'єтської знаті на чолі з Ли Зя, який 112 року до н. е. повалив імператора, стративши його, тхайхау та їхніх наближених. Новим імператором став зведений брат загиблого К'єн Дик.